# Colectivos de Jóvenes Comunistas
Els Col·lectius de Joves Comunistes (CJC) o Col·lectius de Joves Comunistes - Joventut Comunista són una organització juvenil marxista-leninista de l'Estat Espanyol vinculada al Partit Comunista dels Treballadors d'Espanya (PCTE), l'òrgan d'expressió del Partit és "Nuevo Rumbo". Va ser fundada el 13 de gener de 1985 a l'antic PCPE com a la seva organització juvenil, de la qual es van separar junt amb el PCTE arran del V Ple del Comitè Central del PCPE a l'abril de 2017.
Actualment, els CJC tenen presència en la majoria de les províncies d'Espanya, creixent de forma accelerada arreu de l'Estat. Internacionalment, participen en la Federació Mundial de la Joventut Democràtica. El novembre de 2022 es va celebrar el XI Congrés.
A Catalunya, l'organització s'anomena "Col·lectius de Joves Comunistes" (CJC).
Els congressos se celebren cada tres anys i com a màxim cada quatre, per tant el XII Congrés haurà de celebrar-se entre 2025 i 2026. Els CJC celebren anualment un Campament de la Joventut, a més de conferències i ponències sobre temes concrets, com per exemple el moviment obrer, qüestió de la dona, qüestió nacional, etc.